# Ricardo López (Boxer)
Ricardo López Nava, Spitzname El Finito (* 25. Juli 1966 in Cuernavaca) ist ein ehemaliger mexikanischer Boxer.
1985 gab López sein Debüt im Strohgewicht. Dies ist die kleinste Gewichtsklasse des Profiboxens und sie ist traditionell nur dünn besetzt. Es gibt weltweit nur etwa 250 Boxer in diesem Gewichtslimit, die in der Regel auch über keine Amateurausbildung verfügen, da die Amateurklassen erst mit dem Halbfliegengewicht beginnen. Viele renommierte Boxmagazine veröffentlichen deshalb auch keine Ranglisten für diese Klasse.
Die Kämpfbörsen sind oft selbst bei Titelkämpfen nur im vierstelligen Bereich, der höchste Lohn von Lopez war 50.000 $.
So war es eine Ironie von López’ Karriere, dass zum Beispiel das „Ring Magazine“ ihn ständig in den höchsten Tönen lobte, aber erst kurz vor seinem Karriereende eine Rangliste für das Strohgewicht aufstellte.
López war für diese Klasse verhältnismäßig großgewachsen und verließ sich somit auf konsequentes Konterboxen. Er schlug einen Aufwärtshaken mit der Führhand; ein Schlag, den man im Profiboxen relativ selten sieht. Sein Promoter war Don King.
Er war überdurchschnittlich schlagstark. Er gewann im Oktober 1990 den WBC-Weltmeistertitel des Japaners Hideyuki Ohashi durch KO und verteidigte den Titel 22 Mal gegen größtenteils unbekannte Leute. Nur der Thailänder Saman Sor Jaturong wurde später durch einen Sieg gegen Humberto González bekannt. 1997 gewann er den WBO Titel dazu. Jedoch gehörte die WBO damals noch nicht zu den bedeutenden Verbänden.
1998 hatte er die härtesten Kämpfe seiner Karriere gegen den Nikaraguaner und WBA-Weltmeister Rosendo Álvarez, den vor dem Kampf kein Experte auf der Rechnung hatte. Álvarez, ohne hohe KO-Quote, hatte ihn im ersten Kampf am Boden und hatte boxerische Vorteile. Nur dank einer ungewöhnlichen WBC Sonderregel, nach der ein durch Kopfstoß versehrter Mann einen Zusatzpunkt bekommt, verteidigte er im ersten ihrer Kämpfe seine Titel durch ein technisches Unentschieden. Den Rückkampf konnte er knapp nach Punkten gewinnen. Für diese Kämpfe bekam López 50.000 $, Álvarez wurde mit 25.000 $ entlohnt.
1999 stieg er in das Halbfliegengewicht auf, gewann der IBF Titel und verteidigte ihn zwei Mal. Damit hält er den statistischen Rekord in 26 Weltmeisterschaftskämpfen ungeschlagen zu sein. 2001 beendete er seine Karriere.
2007 fand López Aufnahme in die International Boxing Hall of Fame.